# Clémence Richard
Pour les articles homonymes, voir Richard.
Clémence Richard, née Marie-Clémence Richard le 28 novembre 1830 à Larrau (Pyrénées-Atlantiques) et morte le 14 novembre 1915 à Londres, est la seconde épouse du prince Louis-Lucien Bonaparte.

## Ses origines
Clémence Richard naquit en 1830 à la forge de Larrau, commune isolée de la Soule, près de la frontière espagnole. Son père y était depuis quelques mois employé comme maître-fondeur. Jean-Baptiste Richard était né à Nancy le 31 mai 1801 et vint dans les Pyrénées travailler aux forges de Banca. Le 12 novembre 1829, à Larrau, il épousa Françoise-Joséphine Grandmontagne, fille d’un forgeron-affineur également d’origine lorraine, Claude-François Grandmontagne. Richard travailla aux forges de Larrau, de Banca, et plus tard d’Oroz-Betelu, en Navarre. Il mourut à Lasarte-Oria (Guipuscoa) le 8 janvier 1857.
Clémence Richard suivit ses parents de forge en forge, toujours au Pays basque. En 1857, sa sœur Lucie-Honorine épousa à Zegama (Guipuscoa) Claudio Otaegui (1836-1890) et le couple alla s’établir l’année suivante à Fontarrabie. Otaegui faisait partie d’un groupe de philologues basques qui effectuaient des traductions de textes dans les différents dialectes basques pour Louis-Lucien Bonaparte. Ce dernier séjourna au Pays basque en 1857 et c’est probablement à cette occasion qu’il fit la connaissance de Clémence Richard, belle-sœur du jeune linguiste Claudio Otaegui.

## Clémence Richard et Louis-Lucien Bonaparte
Depuis 1850, Louis-Lucien Bonaparte vivait séparé de sa première épouse, Maria Anna Cecchi, la fille d'un sculpteur florentin, qu'il avait épousée en 1832 et dont il n'eut aucune descendance. 
Clémence Richard partagea la vie du prince Louis-Lucien Bonaparte, principalement en Angleterre. Ils eurent un fils, Louis-Clovis Bonaparte, un ingénieur des chemins de fer, né le 11 février 1859 et qui mourut sans descendance en 1894. Après le décès de Maria Anna Cecchi, survenu le 17 mars 1891, Louis-Lucien Bonaparte épousa Clémence Richard, le 15 juin 1891, à Londres. Lui-même mourut à Fano (Italie) le 3 novembre 1891. Clémence Richard lui survécut jusqu’en 1915, année de sa mort, à Londres, où elle était appelée « Princesse Clémence Bonaparte ».
De parents lorrains, Clémence Richard vécut dans l’environnement multilingue des forges au charbon de bois du Pays basque. Si les ouvriers qualifiés étaient pour la plupart originaires de Franche-Comté, Bourgogne et Lorraine — et donc francophones —, il n’en allait pas de même du reste de la main-d’œuvre ni de la population locale, qui s’exprimaient, selon le cas, dans les dialectes basques souletin, navarrais ou guipuscoan. Les connaissances linguistiques de Clémence Richard, acquises dès sa plus tendre enfance, furent probablement très utiles à Louis-Lucien Bonaparte. Ainsi dans ses Cartes des Sept Provinces basques montrant la délimitation actuelle de l'Euskara et sa division en dialectes, sous-dialectes et variétés, plusieurs des villages-témoins sont justement ceux où avait vécu Clémence Richard.

## Sources
- Pierre Machot, « Une Souletine méconnue, Clémence Richard, seconde épouse de Louis-Lucien Bonaparte », Ekaina [Saint-Jean-de-Luz], no 90, 2004, pp. 113-122.